# Insuficiència mitral
La insuficiència mitral és una valvulopatia que es caracteritza pel fet que la vàlvula mitral no tanca bé, de manera que hi ha regurgitació de sang cap a l'aurícula esquerra.

## Etiologia

### Aguda
- Endocarditis infecciosa
- Cardiopatia isquèmica

### Crònica
- Febre reumàtica
- Degenerativa
- Funcional: per una dilatació del ventricle esquerre.

## Semiologia
- Buf de regurgitació mitral
- Tercer soroll

## Tractament
- Reparació de la vàlvula mitral
- Pròtesi valvular.